# Nicteri de Madagascar
El nicteri de Madagascar (Nycteris madagascariensis) és una espècie de ratpenat de la família dels nictèrids que es troba a Madagascar.